# Millettia caerulea
Millettia caerulea är en ärtväxtart som beskrevs av John Gilbert Baker. Millettia caerulea ingår i släktet Millettia och familjen ärtväxter. Inga underarter finns listade i Catalogue of Life.